# Zawady (Repki)
Pour les articles homonymes, voir Zawady.
Zawady  [zaˈvadɨ] est un village polonais de la gmina de Repki dans le powiat de Sokołów et dans la voïvodie de Mazovie, au centre-est de la Pologne.